# Hypopomidae
Hypopomidae is een familie van straalvinnige vissen uit de orde van de mesaalachtigen. 

## Geslachten
- Akawaio Maldonado-Ocampo et al., 2013
- Brachyhypopomus Mago-Leccia, 1994
- Hypopomus T. N. Gill, 1864
- Hypopygus Hoedeman, 1962
- Microsternarchus Fernández-Yépez, 1968
- Procerusternarchus Cox Fernandes, Nogueira & Alves-Gomes, 2014
- Racenisia Mago-Leccia, 1994
- Steatogenys Boulenger, 1898
- Stegostenopos Triques, 1997